# Северная корона (гостиница)
Оте́ль «Се́верная коро́на» — недостроенная гостиница в Санкт-Петербурге на набережной реки Карповки, снесённая в 2019—2020 годах. Гостиницу начали строить в 1988 году по решению Госкоминтуриста, распад СССР привёл к остановке проекта. В течение 20 лет у здания менялись архитекторы, владельцы и подрядчики, строительство несколько раз возобновлялось и вновь замораживалось. Объект послужил причиной многочисленных судебных исков от вовлечённых сторон, общие вложения превысили 100 млн долларов США. Гостиница так и не была открыта официально. В 2019-м году её снесли, новый девелопер планирует построить на месте бывшей «Северной короны» жилой комплекс.

## Строительство

### Первый этап
Решение о строительстве гостиницы «Петроградская» принял Госкоминтурист СССР в 1988 году, подрядчиком выступала югославская компания Montexgroexport. По плану, к 1990 году должен был быть построен современный отель в стиле модернизм на 247 номеров с подземной парковкой, бассейном, конференц-залом и многочисленными барами и ресторанами. Начальная смета составила 60 млн долларов США. Земельный участок под будущей гостиницей занимали Карповские бани 1911 года, доходный дом архитектора Михаила Еремеева и ещё одно здание конца XIX века, ради возведения гостиницы городская администрация постановила их разобрать. Несмотря на протесты градозащитников и местных жителей, решение о сносе не было пересмотрено.
Возглавить строительство отеля пригласили архитекторов Анатолия Прибульского и Марка Рейнберга, однако уже через год после начала работ Рейнберг покинул проект. По словам зодчего, он не мог полноценно работать из-за чрезмерного вмешательства чиновников. В дальнейшем Рейнберг вообще отказался от авторства, так как финальный вариант ничем не напоминал его разработку. «Петроградскую» передали архитектору Лидии Уховой, по инициативе которой проект переименовали в «Северную корону».
В 1991-м году, после распада СССР, была ликвидирована организация-заказчик объекта — Госкоминтурист, а права собственности перешли к городу. Югославский подрядчик прекратил работы.

### Второй этап
В 1992 году недостроенный отель передали в частную собственность: было учреждено открытое акционерное общество «Интеротель Петроград», основной пакет акций выкупил банк «Санкт-Петербург». Подрядчиком на строительство стала турецкая компания АТА. Планировалось полностью завершить работы к 1995 году, однако на стадии 90%-й готовности проект снова заморозили. Предположительно, причиной послужили политическая нестабильность в стране и отсутствие финансирования со стороны главного акционера. Сроки проекта постоянно переносились: с 1996 на 1997, 2001 и 2003 годы.

### Третий этап
С 2000 года банк «Санкт-Петербург» искал покупателя «Северной короны». Лишь в 2004 году, после срыва нескольких сделок, удалось продать объект «Еврофинанс Моснарбанку». Новый владелец зарегистрировал ООО «Северная корона», но так и не начал строительные работы. В 2011 году в Городской совет Петербурга был направлен первый проект редевелопмента отеля в многофункциональный жилой комплекс, однако он был отклонён единогласным решением членов совета. Несколько последующих вариантов также не были одобрены. Только 29 июля 2016 года Госстройнадзор Санкт-Петербурга выдал ООО «Северная корона» разрешение на реконструкцию гостиницы под жилой комплекс. Постановление было действительно 37 месяцев.

### Современность
В 2017 году объект оценивался в 2 миллиарда рублей. В 2018 году его приобрёл московский «Венчурный капитал», в конце года было объявлено, что на месте недостроенной гостиницы будет возведён жилой комплекс. По решению нового владельца в начале 2019 года начался снос гостиницы.
В 2021 году ООО «Северная корона» с участком, проектом и разрешением на строительство приобрела петербургская ГК «ПСК», принадлежащая Максиму Штерну. На месте бывшей гостиницы девелопер планирует построить жилой комплекс. Сумма сделки не раскрывалась, общие инвестиции оценены в 12 миллиардов рублей.

## Городские легенды
Из-за «несчастливой» судьбы «Северная корона» стала объектом городских легенд и получила среди петербуржцев репутацию «нехорошего» места. За 1990-е годы на её территории произошло свыше 40 несчастных случаев, из них 15 — смертельных. В 1995 году на банкете в честь юбилея владельца — банка «Санкт-Петербург» — умер митрополит Санкт-Петербургский и Ладожский Иоанн. Во время демонтажа здания в 2019 году погиб рабочий.